# Championnat de Belgique de football 2005-2006
Navigation
2004-2005 2006-2007
Le championnat de Belgique de football 2005-2006 est la 103e saison du championnat de première division belge. Le championnat oppose 18 équipes en matches aller-retour.
On assiste à une lutte à trois entre le Club de Bruges, le Sporting Anderlecht et le Standard de Liège pour l'attribution du titre. Le suspense dure jusqu'à la dernière journée. Le Standard termine vice-champion et Bruges troisième.
Pour la première fois depuis 1969-1970, les deux clubs promus sont des néophytes parmi l'élite, ce qui ne les empêchent pas de réaliser tous deux une très bonne saison. Zulte Waregem s'immisce longtemps dans le top-4 avant de baisser de régime en fin de saison, pour mieux se concentrer sur la finale de la Coupe de Belgique, finalement remportée contre l'Excelsior Mouscron. Le club couronne ainsi sa première saison parmi l'élite par une qualification européenne. Roulers, annoncé en début de saison comme le candidat numéro un à la relégation, assure rapidement son maintien. Mieux, en remportant le classement du fair-play, il bénéficie du ticket supplémentaire accordé à la Belgique par l'UEFA et disputera également la prochaine Coupe UEFA. Pour la première fois dans l'histoire du football belge, deux clubs promus en début de saison se qualifient de concert pour une compétition européenne.
Dans le bas du classement, la R. AA Louviéroise, empêtrée dans des problèmes extra-sportifs et une affaire de paris truqués qui fait grand bruit, ne parvient pas à s'extraire de la zone rouge et est condamnée à la lanterne rouge et la relégation. Le club ne reçoit de plus pas sa licence pour le football rémunéré et est rétrogradé en Division 3. Il ne reviendra jamais au plus haut niveau avant sa disparition en 2009. Le Lierse, Beveren et Saint-Trond se battent pour éviter l'avant-dernière place qui, à partir de cette saison, n'est plus synonyme de relégation automatique mais oblige le club à disputer le tour final de Division 2 avec trois clubs issus de l'anti-chambre de l'élite. Saint-Trond et Beveren prennent leurs distances petit à petit mais la bonne fin de saison du Lierse permet au club d'entretenir le suspense jusqu'à l'avant-dernière journée, sans toutefois pouvoir éviter cette place de barragiste. Les lierrois parviendront ensuite à remporter le tour final et assurer ainsi leur maintien en première division.

## Clubs participants
Dix-huit clubs prennent part à ce championnat, soit autant que lors de l'édition précédente. Ceux dont le matricule est indiqué en gras existent toujours aujourd'hui.
| #  | Nom                                                    | Mat. | Ville                | Stades                      | Entraîneur          | En D1 depuis (série) | Total en D1 | Saison précédente |
| -- | ------------------------------------------------------ | ---- | -------------------- | --------------------------- | ------------------- | -------------------- | ----------- | ----------------- |
| 1  | Royal Sporting Club Anderlecht                         | 35   | Anderlecht           | Stade Constant Vanden Stock | Franky Vercauteren  | 1935-1936 (69e)      | 75e         | 2e                |
| 2  | Koninklijke Football Club Germinal Beerschot Antwerpen | 3530 | Anvers               | Kiel                        | Marc Brys           | 1989-1990 (17e)      | 17e         | 9e                |
| 3  | Koninklijke Sportkring Beveren                         | 2300 | Beveren              | Freethielstadion            | Vincent Dufour      | 1997-1998 (9e)       | 45e         | 16e               |
| 4  | Cercle Brugge Koninklijke Sportvereniging              | 12   | Bruges               | Olympiastadion              | Harm van Veldhoven  | 2003-2004 (3e)       | 72e         | 11e               |
| 5  | Club Brugge Koninklijke Voetbalvereniging              | 3    | Bruges               | Olympiastadion              | Jan Ceulemans       | 1959-1960 (47e)      | 84e         | 1er               |
| 6  | Royal Charleroi Sporting Club                          | 22   | Charleroi            | Stade du Mambourg           | Jacky Mathijssen    | 1985-1986 (21e)      | 42e         | 5e                |
| 7  | Koninklijke Racing Club Genk                           | 322  | Genk                 | Fenixstadion                | Hugo Broos          | 1996-1997 (10e)      | 24e         | 4e                |
| 8  | Koninklijke Atletieke Associatie Gent                  | 7    | Gand                 | Jules Ottenstadion          | Georges Leekens     | 1989-1990 (17e)      | 67e         | 6e                |
| 9  | Royal Standard de Liège                                | 16   | Sclessin             | Stade de Sclessin           | Dominique D'Onofrio | 1921-1922 (82e)      | 87e         | 3e                |
| 10 | Koninklijke Lierse Sportkring                          | 30   | Lierre               | Herman Vanderpoortenstadion | Paul Put            | 1988-1989 (18e)      | 69e         | 10e               |
| 11 | Koninklijke Sporting Club Lokeren Oost-Vlaanderen      | 282  | Lokeren              | Daknamstadion               | Slavoljub Muslin    | 1996-1997 (10e)      | 29e         | 8e                |
| 12 | Royale Association Athlétique Louviéroise              | 93   | La Louvière          | Stade du Tivoli             | Emilio Ferrera      | 2000-2001 (6e)       | 9e          | 7e                |
| 13 | Football Club Molenbeek Brussels                       | 1936 | Molenbeek-Saint-Jean | Stade Edmond Machtens       | Albert Cartier      | 2004-2005 (2e)       | 2e          | 15e               |
| 14 | Royal Excelsior Mouscron                               | 224  | Mouscron             | Le Canonnier                | Geert Broeckaert    | 1996-1997 (10e)      | 10e         | 13e               |
| 15 | Koninklijke Sportvereniging Roeselaere                 | 134  | Roulers              | Schierveldestadion          | Dennis van Wijk     | 2005-2006 (1re)      | 1re         | Division 2 : 2e   |
| 16 | Koninklijke Sint-Truidense Voetbalverening             | 373  | Saint-Trond          | Stayenveld                  | Herman Vermeulen    | 1994-1995 (12e)      | 33e         | 14e               |
| 17 | Koninklijke Voetbalclub Westerlo                       | 2024 | Westerlo             | Het Kuipje                  | Herman Helleputte   | 1997-1998 (9e)       | 9e          | 12e               |
| 18 | Sportvereniging Zulte Waregem                          | 5381 | Waregem              | Regenboogstadion            | Francky Dury        | 2005-2006 (1re)      | 1re         | Division 2 : 1er  |

### Localisation des clubs
| GBA Lierse SK KVC Westerlo AA Gent KSC Lokeren KSK Beveren FC Bruges CS Bruges Zulte Waregem Roeselare RSC Anderlecht FC Brussels Sint-Truidense VV KRC Genk Charleroi Mouscron RAA Louviéroise Standard de Liège |

## Résultats et classements

### Résultats des rencontres
Avec dix-huit clubs engagés, 306 matches sont au programme de la saison.
| Résultats (▼dom., ►ext.)                                   | AND | GBA | BEV | CSB | FCB | CHA | RCG | AAG | LIE | LOK | LOU | MOL | MOU | ROE | STT | STA | WES | ZWA |
| R. SC Anderlecht                                           |     | 3-1 | 4-0 | 2-2 | 2-2 | 3-1 | 4-1 | 3-0 | 3-0 | 1-1 | 6-0 | 2-0 | 3-1 | 5-1 | 3-0 | 2-0 | 5-0 | 3-0 |
| K. FC GB Antwerpen                                         | 2-0 |     | 3-1 | 5-0 | 1-1 | 0-1 | 2-2 | 2-1 | 4-0 | 2-1 | 1-1 | 0-1 | 1-0 | 2-2 | 4-0 | 2-2 | 0-1 | 2-0 |
| K. SK Beveren                                              | 0-1 | 0-0 |     | 5-1 | 0-1 | 1-1 | 0-2 | 0-1 | 4-1 | 1-3 | 1-0 | 0-2 | 1-0 | 1-1 | 1-1 | 0-2 | 4-1 | 2-1 |
| Cercle Brugge KSV                                          | 0-2 | 3-0 | 1-1 |     | 0-1 | 2-0 | 1-1 | 1-2 | 3-0 | 2-0 | 1-0 | 0-1 | 1-1 | 2-2 | 2-1 | 0-3 | 2-2 | 2-4 |
| Club Brugge KV                                             | 0-2 | 2-0 | 1-0 | 2-0 |     | 2-1 | 3-0 | 2-1 | 3-1 | 0-1 | 4-0 | 3-0 | 2-0 | 1-0 | 2-1 | 1-1 | 2-1 | 2-1 |
| R. Charleroi SC                                            | 1-1 | 2-0 | 4-0 | 0-1 | 3-3 |     | 2-1 | 2-0 | 0-1 | 3-1 | 0-2 | 1-0 | 1-0 | 1-1 | 0-1 | 0-0 | 2-1 | 2-0 |
| K. RC Genk                                                 | 3-3 | 1-0 | 2-0 | 3-1 | 2-2 | 0-0 |     | 2-1 | 1-0 | 2-2 | 5-0 | 1-0 | 1-0 | 4-1 | 2-0 | 0-1 | 2-0 | 3-1 |
| K. AA Gent                                                 | 0-0 | 2-1 | 3-0 | 1-0 | 4-1 | 2-2 | 2-0 |     | 1-1 | 1-2 | 3-0 | 2-1 | 0-0 | 1-2 | 1-0 | 2-1 | 0-1 | 1-3 |
| K. Lierse SK                                               | 0-0 | 0-2 | 2-0 | 0-4 | 1-1 | 0-0 | 1-2 | 1-3 |     | 2-0 | 0-0 | 1-1 | 2-0 | 1-0 | 1-0 | 0-2 | 2-1 | 0-2 |
| K. SC Lokeren O.-V.                                        | 2-2 | 1-2 | 1-1 | 2-1 | 2-0 | 4-2 | 1-1 | 1-2 | 1-0 |     | 3-2 | 1-0 | 1-1 | 2-2 | 1-2 | 0-0 | 3-2 | 2-3 |
| R. AA Louviéroise                                          | 0-0 | 1-1 | 2-0 | 0-0 | 0-1 | 2-2 | 2-3 | 1-1 | 1-0 | 1-1 |     | 0-3 | 0-0 | 0-0 | 0-2 | 2-3 | 0-3 | 2-2 |
| FC Molenbeek-Brussels                                      | 1-1 | 0-1 | 3-1 | 1-2 | 1-1 | 2-2 | 1-0 | 0-1 | 2-1 | 1-1 | 0-0 |     | 0-1 | 1-0 | 0-0 | 3-1 | 1-0 | 1-1 |
| R. Excelsior Mouscron                                      | 0-1 | 4-1 | 1-3 | 6-0 | 0-1 | 0-1 | 1-0 | 1-2 | 5-0 | 0-2 | 2-1 | 1-1 |     | 0-1 | 3-0 | 2-1 | 1-0 | 0-1 |
| K. SV Roeselaere                                           | 0-2 | 5-1 | 1-0 | 1-0 | 1-1 | 2-0 | 1-2 | 1-1 | 2-0 | 4-0 | 4-1 | 0-1 | 5-0 |     | 1-1 | 0-0 | 0-2 | 0-3 |
| K. Sint-Truidense VV                                       | 3-0 | 1-2 | 1-0 | 1-1 | 2-2 | 1-1 | 2-2 | 1-1 | 1-1 | 1-2 | 1-3 | 0-1 | 3-6 | 1-0 |     | 0-0 | 0-1 | 2-0 |
| R. Standard de Liège                                       | 2-0 | 3-1 | 1-3 | 7-1 | 2-0 | 1-0 | 1-0 | 0-2 | 3-1 | 2-1 | 1-1 | 1-0 | 2-1 | 0-0 | 2-0 |     | 1-0 | 1-2 |
| K. VC Westerlo                                             | 2-1 | 1-3 | 4-1 | 2-0 | 0-0 | 1-1 | 1-1 | 0-1 | 0-0 | 1-1 | 2-1 | 3-0 | 0-5 | 3-2 | 2-1 | 0-2 |     | 2-2 |
| SV Zulte Waregem                                           | 1-2 | 2-1 | 2-2 | 3-1 | 2-1 | 3-0 | 1-0 | 1-2 | 0-1 | 1-1 | 0-0 | 0-0 | 4-1 | 2-1 | 1-5 | 1-2 | 1-2 |     |
| - Victoire à domicile - Match nul - Victoire à l'extérieur |     |     |     |     |     |     |     |     |     |     |     |     |     |     |     |     |     |     |

### Classement final
| Rang | Équipe                | Pts | J  | G  | N  | P  | Bp | Bc | Diff |
| ---- | --------------------- | --- | -- | -- | -- | -- | -- | -- | ---- |
| 1    | R. SC ANDERLECHT      | 70  | 34 | 20 | 10 | 4  | 72 | 27 | +45  |
| 2    | R. Standard de Liège  | 65  | 34 | 19 | 8  | 7  | 51 | 28 | +23  |
| 3    | Club Brugge KV T S    | 64  | 34 | 18 | 10 | 6  | 51 | 33 | +18  |
| 4    | K. AA Gent            | 61  | 34 | 18 | 7  | 9  | 48 | 34 | +14  |
| 5    | K. RC Genk            | 57  | 34 | 16 | 9  | 9  | 52 | 38 | +14  |
| 6    | K. FC GB Antwerpen    | 49  | 34 | 14 | 7  | 13 | 50 | 45 | +5   |
| 7    | SV Zulte Waregem C    | 49  | 34 | 14 | 7  | 13 | 51 | 49 | +2   |
| 8    | K. SC Lokeren O.-V.   | 47  | 34 | 12 | 11 | 11 | 48 | 49 | -1   |
| 9    | K. VC Westerlo        | 46  | 34 | 13 | 7  | 14 | 42 | 48 | -6   |
| 10   | FC Molenbeek Brussels | 46  | 34 | 12 | 10 | 12 | 30 | 30 | 0    |
| 11   | R. Charleroi SC       | 45  | 34 | 11 | 12 | 11 | 39 | 39 | 0    |
| 12   | K. SV Roeselaere F    | 41  | 34 | 10 | 11 | 13 | 44 | 42 | +2   |
| 13   | R. Excelsior Mouscron | 37  | 32 | 11 | 4  | 19 | 43 | 43 | 0    |
| 14   | Cercle Brugge K. SV   | 37  | 34 | 10 | 7  | 17 | 38 | 61 | -23  |
| 15   | K. Sint-Truidense VV  | 34  | 34 | 8  | 10 | 16 | 36 | 49 | -13  |
| 16   | K. SK Beveren         | 33  | 34 | 9  | 6  | 19 | 35 | 55 | -20  |
| 17   | K. Lierse SK          | 32  | 34 | 8  | 8  | 18 | 22 | 52 | -30  |
| 18   | R. AA Louviéroise     | 26  | 34 | 4  | 14 | 16 | 26 | 56 | -30  |

Légende
- Champion de Belgique 2006 et qualifié pour la « Ligue des champions » la saison suivante
- Club qualifié pour la « Ligue des champions » la saison suivante
- Club qualifié pour la « Coupe UEFA » la saison suivante
- Club qualifié pour la « Coupe Intertoto » la saison suivante
- Club devant disputer le tour final de Division 2
- Club rétrogradé en Division 3 pour la saison suivante

Abréviations
T : Tenant du titre 2005

C : Vainqueur de la Coupe de Belgique 2005-2006

S : Vainqueur de la Supercoupe de Belgique 2005

F : Lauréat du Prix du fair-play et qualifié pour la « Coupe UEFA » la saison suivante

 : club promu de « Division 2 » depuis la saison précédente

### Meilleur buteur
Tosin Dosunmu (K. FC GB Antwerpen) avec 18 goals. Il est le 28e joueur étranger différent, le premier nigérian, à remporter cette récompense.

#### Classement des buteurs
Le tableau ci-dessous reprend les onze meilleurs buteurs du championnat, soit les joueurs ayant inscrit dix buts ou plus durant la saison.
| #  | Pays | Joueur                 | Club                 | Buts | Matches joués |
| -- | ---- | ---------------------- | -------------------- | ---- | ------------- |
| 1. |      | Tosin Dosunmu          | K. FC GB Antwerpen   | 18   | 31            |
| 2. |      | Mohammed Tchité        | R. Standard de Liège | 16   | 33            |
| 3. |      | Aristide Bancé         | K. SC Lokeren O.-V.  | 15   | 28            |
| 4. |      | Boško Balaban          | Club Brugge KV       | 13   | 30            |
| 5. |      | Kevin Vandenbergh      | K. RC Genk           | 12   | 31            |
| 6. |      | Wagneau Eloi           | K. SV Roeselaere     | 11   | 25            |
| =. |      | Mbo Mpenza             | R. SC Anderlecht     | 11   | 29            |
| 8. |      | Jackson Avelino Coelho | K. VC Westerlo       | 10   | 18            |
| =. |      | Tony Sergeant          | SV Zulte Waregem     | 10   | 21            |
| =. |      | Serhat Akın            | R. SC Anderlecht     | 10   | 27            |
| =. |      | Mahamadou Dissa        | K. SK Beveren        | 10   | 32            |

## Récapitulatif de la saison
- Champion : R. SC Anderlecht (28e titre)
- Première équipe à remporter 28 titres de champion de Belgique
- 50e titre pour la province de Brabant.

| Région flamande (12)            | Région flamande (12) | Province de Brabant (2)      | Province de Brabant (2) | Région wallonne (4)    | Région wallonne (4) |
| ------------------------------- | -------------------- | ---------------------------- | ----------------------- | ---------------------- | ------------------- |
| Province d'Anvers               | 3                    | Région de Bruxelles-Capitale | 2                       | Province de Hainaut    | 3                   |
| Province de Flandre-Occidentale | 4                    | Province du Brabant flamand  | 0                       | Province de Liège      | 1                   |
| Province de Flandre-Orientale   | 3                    | Province du Brabant wallon   | 0                       | Province de Luxembourg | 0                   |
| Province de Limbourg            | 2                    |                              |                         | Province de Namur      | 0                   |

1. ↑  Au niveau footballistique, la province de Brabant est toujours unitaire malgré sa partition territoriale en 1995.

### Admission et relégation
La R. AA Louviéroise termine à la dernière place et ne reçoit pas sa licence pour le football rémunéré. Le club est rétrogradé en troisième division et remplacé la saison prochaine par le Royal Albert Elisabeth Club de Mons, champion de Division 2. Le Lierse remporte le tour final de deuxième division et se maintient en Division 1.

### Débuts en Division 1
Deux clubs font leurs débuts dans la plus haute division belge. Ils sont les 73e et 74e clubs différents à y apparaître.
- Le SV Zulte Waregem est le 10e club de la province de Flandre-Occidentale à évoluer dans la plus haute division belge.
- Le K. SV Roeselaere est le 11e club de la province de Flandre-Occidentale à évoluer dans la plus haute division belge.

### Bilan de la saison
| Championnat de Belgique de football 2005-2006 |                                                    |
| Champion                                      | R. SC Anderlecht (28e titre)                       |
| Dauphin                                       | R. Standard de Liège                               |
| Coupes et trophées                            |                                                    |
| Vainqueur de la Coupe de Belgique 2005-2006   | SV Zulte Waregem                                   |
| Vainqueur de la Supercoupe de Belgique 2005   | Club Brugge KV                                     |
| Qualifications continentales                  |                                                    |
| Ligue des champions de l'UEFA 2006-2007       | R. SC Anderlecht (Phase de groupes)                |
| Ligue des champions de l'UEFA 2006-2007       | R. Standard de Liège (Troisième tour préliminaire) |
| Coupe UEFA 2006-2007                          | SV Zulte Waregem (Premier tour)                    |
| Coupe UEFA 2006-2007                          | Club Brugge KV (Deuxième tour préliminaire)        |
| Coupe UEFA 2006-2007                          | K. SV Roeselaere (Premier tour préliminaire)       |
| Coupe Intertoto 2006                          | K. AA Gent (Troisième tour)                        |
| Promotions et relégations                     |                                                    |
| Promus en Division 1                          | R. AEC de Mons                                     |
| Relégués en Division 3                        | R. AA Louviéroise                                  |